# Конёвка (Свердловская область)
Конёвка — деревня в Ачитском городском округе Свердловской области России. Управляется Ключевским сельским советом.

## География
Деревня располагается в долине реки Конёвка в 35 километрах на юго-восток от посёлка городского типа Ачит.

### Часовой пояс
Коневка, как и вся Свердловская область, находится в часовой зоне МСК+2. Смещение применяемого времени относительно UTC составляет +5:00.

## Население
| 2002 | 2010 | 2021 |
| ---- | ---- | ---- |
| 129  | ↘102 | ↘73  |

## Инфраструктура
Деревня разделена на две улицы: Молодёжная, Пролетарская.